# مجموعة أنانك

الرسم البياني يقارن العناصر المدارية والأحجام النسبية للأعضاء الأساسيين في مجموعة أنانك. المحور الأفقي يبين متوسط المسافة بين الأقمار و كوكب المشتري ، والمحور الرأسي يوضح ميولهم المدارية، أما دوائرهم فتشير إلى الأحجام النسبية.

مجموعة أنانك هي مجموعة من الأقمار غير النظامية التي تتحرك بحركة تراجعية تابعة لكوكب المشتري و تتبع جميعها مدارات مشابهة للقمر أنانك ويعتقد أن جميع هذه الأقمار لها أصل مشترك.

هذا المخطط يوفر مجالاً أوسع للرؤية من سابقه، حيث يعرض الأقمار العنقودية الصغيرة الأخرى بالقرب من مجموعة أنانك الأساسية.

إن نصف المحور الرئيسي الخاص بهذه الأقمار (مسافاتهم من جوبيتر) تتراوح ما بين 19،3 22،7 جيجامتر، وو تراوح زاوية ميلانهم بين 145،7 154،8 ° وخطى، وغرابة الأطوار المدارية بين 0،02 و 0،28.

## الأقمار
تضم هذه المجموعة الأقمار التالية (من الأكبر إلى الأصغر)
- أنانك.
- براكسيديك.
- إيوكاست.
- هاربليك.
- ثيون.
- إيوانث.
- يوبوري.

الإتحاد الفلكي الدولي (IAU)حجز الأسماء التي تنتهي بحرف (E) الإنجليزي لجميع الأقمار ذات الحركة التراجعية بما في ذلك الأقمار التابعة لهذه المجموعة.